# Kekuli
Le kekuli est une maison semi-enterrée amérindienne. C'est la maison traditionnelle d’hiver de la tribu Little Shuswap de Colombie-Britannique. Le kekuli est l'un des types d’abris connus le plus vieux de l'archéologie canadienne.
À l’origine, ces maisons étaient faites en bois de cèdre, car il était facile à fendre à une époque où la scie n'avait pas encore été inventée. De forme circulaire, une ouverture au sommet servait d'échappatoire à la fumée. Une échelle permettait d'accéder à l'habitation par une ouverture. Elles étaient parfois utilisées pour entreposer la nourriture récoltée et préparée pour l'hiver, d'autres fois elles servaient de cuisines improvisées.